# Линия Сталина
«Линия Сталина» — оборонительная линия в СССР, система узловых оборонительных сооружений на границе СССР (до 1939 года), состоявшая из укрепрайонов (УР) от Карельского перешейка до берегов Чёрного моря. Строительство было начато в 1928 году, после военной тревоги 1927 года, когда СССР оказался перед угрозой войны с Великобританией, Китаем и Польшей. Однако некоторые укрепления имелись и раньше (Батумский УР).
Несмотря на то, что укрепления «Линии Сталина» в 1941 году уже не отвечали требованиям обороны от тяжёлой артиллерии, они сыграли свою роль в срыве наступления по плану «Барбаросса»: Минский укрепрайон, одним из первых попавший под удары врага и не укомплектованный полностью, сдерживал своим сопротивлением продвижение германской армии три дня. Полоцкий укрепрайон сдерживал немцев 20 дней, а Киевский — более чем два месяца. Из-за упорного сопротивления частей Красной Армии и столь продолжительных задержек у Полоцка и особенно у Киева, немцам пришлось прекратить наступление на Москву и повернуть танки на Украину, отступив от ранее намеченных планов.

## Название
В Советском Союзе эти укрепрайоны официально никогда не называли «Линией Сталина». Так их именовала только немецкая пропаганда и западная пресса. Это название впервые возникло в декабре 1936 года, в статье русскоязычной газеты «Сегодня», издававшейся в Латвии. Затем эта статья была перепечатана в британской газете «Daily Express», и термин «линия Сталина» получил распространение. Широко его использовали в своих мемуарах также и бывшие генералы вермахта.
Однако в постсоветское время этот термин получил широкое распространение и в отечественной литературе о предвоенном периоде и о Великой Отечественной войне.

## История создания

### Концепция оборонительных сооружений межвоенного периода
Существовавшие перед Второй мировой войной военные теории ещё не учитывали стратегии блицкрига: поскольку сам факт мобилизации расценивался как объявление войны, то страны воздерживались от неё и предполагали, что смогут провести её в период от объявления войны до начала боевых действий. В этот же период надлежало привести в порядок и укомплектовать оборонительные линии, на которых дислоцированные у границы кадровые войска займут огневые точки и произведут минирование подступов, а также всех стратегически важных приграничных объектов — мостов, тоннелей, водокачек, плотин, дамб, транспортных узлов.
На передней линии обороны перед и между ДОТами после мобилизации войска по заранее согласованным планам войска должны были соорудить полевые укрепления — окопы, ходы сообщения, пулемётные гнезда, блиндажи и убежища, противопехотные и противотанковые препятствия, а также ложные цели. Артиллерии кадровых соединений надлежало занять заранее выбранные закрытые огневые позиции, а передовым артиллерийским наблюдательным пунктам развернуться в ДОТах. Укреплённые районы должны были иметь эшелонированное тыловое обеспечение и в комплексе с временной фортификацией представлять собой непреодолимую преграду для врага.
Решения о строительстве систем укрепленных районов на своих границах приняли многие европейские страны («Линия Мажино» во Франции, «Линия Маннергейма» в Финляндии и др.), и Советский Союз тоже пошёл по этому пути. Строительство укрепрайонов было очень материалоёмким и дорогостоящим: так, Летичевский укрепрайон обошёлся в 16 млн рублей, что эквивалентно затратам на 300 танков Т-26 по 50 тысяч рублей каждый.

### Планирование и строительство
Общая протяжённость фортификационной линии составляла 1850 км, причём между укрепрайонами были оставлены проходы (длина линий укрепрайонов 1200 км). Первоначально были построены 13 УР: Карельский, Кингисеппский, Псковский, Полоцкий, Минский, Мозырский, Коростенский, Киевский, Новоград-Волынский, Летичевский, Могилёв-Подольский, Рыбницкий, Тираспольский укрепрайоны.
Эти укрепрайоны были протяжённостью от 50 до 150 км по фронту, включали передовые позиции и препятствия глубиной до 12 км и основные позиции глубиной около 4 км. По возможности, фланги УРов прикрывались естественными препятствиями, и каждый УР должен был прикрывать важный маршрут. Главной задачей укрепрайонов было удержать приграничные районы до мобилизации основных сил, а не полная остановка и разгром врага, как ошибочно полагают многие.
Необходимость развития укрепрайонов подчёркивал в своём предсмертном отчёте в июне 1937 года маршал М. Н. Тухачевский: «Я думаю, что следовало бы построить Слуцкий укрепленный район в Белоруссии, а на Украине… развить Летичевский укрепленный район в глубину и закрыть промежуток между ним и Житомирским укрепленным районом… Необходимо возвратить Киевскому и Мозырскому укрепленным районам их прежнее крупное значение».
В 1938 году началось строительство восьми новых УРов между уже существовавшими: Островский, Себежский, Слуцкий, Шепетовский, Изяславский, Старо-Константиновский, Остропольский, Каменец-Подольский укрепрайоны.
По немецким данным (составленным после захвата «Линии Сталина» в 1941 году), всего на этой линии (не считая Карельского УРа) было 142 каземата и позиции для полевой артиллерии (калибра 76 мм), 248 казематов и бункеров для противотанковых орудий (калибра 45 мм) и 2572 казематов и бункеров для пулемётов. Больше всего построенных сооружений было в Минском УРе — 33 артиллерийских, 114 противотанковых, 401 пулемётных. В некоторых же УРах отсутствовали артиллерийские позиции (Полоцкий УР) или противотанковые (Мозырский, Коростеньский, Летичевский, Рыбницкий УРы).
По результатам подсчётов историка-фортификатора Д.Кауфмана, французская линия Мажино имела до 7.7 сооружений на километр фронта, а линия Сталина 0.7 до 1.4. Линия Мажино длиной около 400 километров оборонялась 264 тысячами солдат. Таким образом, линия Сталина была значительно слабее.

## Разоружение
После присоединения к СССР в 1939—1940 годах Западной Белоруссии, Западной Украины, Прибалтийских республик и Бессарабии — «Линия Сталина» была законсервирована, и примерно на 300 км западнее стала возводиться новая Линия Молотова. Вооружение из УР «Линии Сталина» было частично снято и сдано на склады, а часть передана на новые укрепления. Г. К. Жуков в своих мемуарах объясняет это нехваткой пулемётного и пушечного вооружения. Слабость артиллерийского и стрелкового вооружения отмечал ранее и М. Н. Тухачевский.
Это затруднило оборонительные действия отступавших в 1941 году войск на линии старой государственной границы.

## Организационная структура укреплённого района

### Как формирования
Оборона УРов должна осуществляться крепостными войсками, однако к ним могли быть добавлены полевые войска, в том числе артиллерия. Конечно, состав войск УР зависел от местности, важности прикрываемого направления, имеющихся сооружений. Укрепрайоны «Линии Сталина» имели полноценную полосу обеспечения, которая давала и время для занятия позиций в случае наступления противника (в отличие от «Линии Молотова», которую занять войска просто не успели).

### Как сооружения
УР мог включать в свой состав:
- Долговременные укрепленные позиции (инженерные сооружения):
  - окоп;
  - траншея;
  - блиндаж;
  - ход сообщения;
  - бронеколпак;
  - ДОТ;
  - ДЗОТ;
  - ЖБОТ;
  - каземат;
  - капонир;
  - бастион;
  - форт.
  - Пункт наблюдения
  - Командный бункер
- Заграждения:
  - управляемые и неуправляемые минные поля;
  - проволочные заграждения;
  - надолбы;
  - эскарп;
  - контрэскарп;
  - противотанковый ров;
  - противотанковые ежи.
- Войска укреплённых районов (войска УР).

## Великая Отечественная война

### Тактика обороняющихся и наступающих
Германская армия имела опыт уничтожения ДОТов. Немцы посылали в бой танки, которые вызывали огонь на себя, после чего обнаружившие себя ДОТы фиксировались на картах противника и их подавление становилось делом времени. Прямое попадание в амбразуру неподвижно стоящего дота, как правило, вызывало повреждение тросов, на которых крепилась бронеплита, прикрывающая амбразуру артиллерийского дота при обстреле. После этого разрушить орудие уже было просто.
Однако, в отличие боёв на Линии Мажино во Франции, на Линии Сталина гитлеровцы столкнулись с новым для себя явлением. «Западнее Заславля на уничтожение 26 русских бункеров дивизии пришлось потратить целых два дня, -- свидетельствует рапорт штаба 12-й танковой дивизии вермахта о боях 27 и 28 июня в Минском укрепрайоне. — В полосе наступления дивизии почти все без исключения доты были хорошо замаскированы, имели обширные, перекрывающие друг друга сектора обстрела, которые эффективно прикрывали дороги и подступы к самим сооружениям. Почти во всех бункерах были обнаружены по 3 амбразуры. Наблюдение из дотов велось через перископы. Некоторые из бункеров имели полностью изолированные друг от друга казематы, от чего приходилось отдельно уничтожать каждый из них…
Сопротивление русских было разным и, возможно, зависело от личности командира. Одни гарнизоны дотов дрались до последнего солдата. Другие закрывали амбразуры при первом же выстреле прямой наводкой и поднимались в атаку. Третьи покидали казематы и занимали позиции в предполье, где оборонялись с исключительным упорством. Были и такие умолкшие бункеры, что не подавали никаких признаков жизни. Но когда штурмовые группы думали, что с русскими уже покончено, они вдруг открывали кинжальный огонь в упор. Такие „воскресшие“ доты вечером 27 июня наделали нам немало бед, чем замедлили продвижение дивизии вперёд. Поэтому рекомендуется все без исключения бункеры уничтожать силами специальных сапёрных команд».
Для борьбы с ДОТами вермахт использовал штурмовые сапёрные группы, которые, обходя огневые точки с тыла, подрывали входы, а также использовали вентиляционные шахты и обзорные перископы для подрыва, заброски газовых гранат или горючих веществ с последующим поджогом. Чтобы им противостоять, ДОТы должна была прикрывать артиллерия, которая била с тыла по окружности, препятствуя проникновению штурмовых групп, а также линии обороны перед ДОТами, которые в условиях стремительного наступления немцев устроить не успевали. Бетонное устройство построенных в 1920-30-е годы защитных стенок не выдерживало ударов тяжёлой артиллерии калибром свыше 150 мм, которая в распоряжении немцев имелась.
Поскольку в первый период войны большинство советских дивизий удерживали участки фронта, в 3-4 раза превышающие по протяжённости уставные 10-12 км, сил артиллерии не хватало даже на поддержание воюющих соединений, не говоря уже о защите ДОТов. Например, на Минск наступали 7-я, 20-я и 12-я танковые дивизии вермахта, которым противостояла на фронте протяжённостью около 50 км всего одна 64-я стрелковая дивизия.

## Значение
Несмотря на снятие с постоянного боевого дежурства, «Линия Сталина» сыграла некоторую роль в начале Великой Отечественной войны. Некоторые из УР были заняты в начале июля 1941 года приписанными к ним пулемётными батальонами, а также некоторыми из отступавших частей Красной Армии, и оказывали сопротивление противнику от нескольких дней до двух недель.
Карельский УР с лета 1941 до июня 1944 года служил основной линией обороны Ленинграда с севера. Киевский УР с начала июля по 19 сентября 1941 года служил основой обороны Киева.
Минский укрепрайон вёл оборонительные бои с 26 по 29 июня, вывел из строя, по немецким данным, 210 танков (это треть списочного состава наступавших на Минск танковых частей, или целая дивизия). По советским данным, было подбито около 300 танков, но расхождение в данных может быть связано с тем, что танки с частичными повреждениями ремонтировались на месте и снова вступали в боевые действия. Германское командование впервые столкнулось со столь внушительными потерями и вынуждено было констатировать, что «за всё время боёв по прорыву рубежей дотов северо-западнее Минска три танковые дивизии понесли такие потери, что запланированное на 2 июля возобновление наступления придётся осуществлять при наличии в своём составе 70 % танков». Взятие Минска состоялось вместо 27 июня только 29-го, при этом еще 30 июня в городе шли бои.

## Память
- В 2005 году в Беларуси с использованием ДОТ Минского укрепрайона был создан историко-культурный комплекс «Линия Сталина» — военно-исторический музей под открытым небом.
- 24 июля 2012 года на территории историко-культурного комплекса «Линия Сталина», недалеко от Заславля, открыт памятник белорусским военным морякам и морским пехотинцам.
- В 2009 году в Сестрорецке открыт выставочный комплекс МПК «Сестрорецкий Рубеж», состоящий из ДОТ АПК-1 «Слон» и малых огневых точек вокруг него.
- В 2009 году открыт военно-исторический комплекс «Линия Сталина» в Псковской области.